# Donato Fuejo Lago
Donato Fuejo Lago (Vigo, 27 d'octubre de 1926) és un metge i polític espanyol.

## Biografia
Va cursar els estudis de Medicina en la Universitat de Cadis i la de Sevilla, llicenciant-se amb Premi Extraordinari i doctorant-se com a especialista en pulmó i cor. El seu pare va ser un dels primers metges espanyols que van estudiar a la Universitat Harvard amb una beca de la Fundació Rockefeller.
Va ser Cap clínic de l'Hospital Universitari de la Pau i va participar en el primer trasplantament de cor que es va realitzar a Espanya al costat de Cristóbal Martínez Bordiú i Vital Aza Fernández-Nespral (net de l'escriptor Vital Aza) formant part d'aquest prestigiós equip.
Va tenir els seus primers contactes amb l'activitat política durant la dècada de 1950 en conèixer a Enrique Tierno Galván, integrant-se en el Partido Socialista Popular (PSP) (denominat llavors Partit Socialista de l'Interior) i sent un dels fundadors de la Junta Democràtica d'Espanya. Precisament, la convocatòria d'una roda de premsa de la Plataforma el va portar a la presó de Carabanchel durant un temps.
En les primeres eleccions democràtiques celebrades en 1977 va ser un dels tres diputats escollits per la circumscripció electoral de Madrid en la candidatura del PSP-Unitat Socialista, al costat de Tierno Galván i Raúl Morodo Leoncio. Membre del Grup Mixt del Congrés, va participar de forma molt activa en les reunions i negociacions per a l'elaboració de la Constitució espanyola de 1978. Després de la fusió entre el PSP i el Partit Socialista Obrer Espanyol, va tornar a ser elegit diputat, ara en les llistes del PSOE per la circumscripció de Madrid en la primera i II legislatura. Va ser membre de l'Executiva Federal del PSOE. Va ser nomenat Vicepresident de l'Organització Mundial de la Salut, càrrec del qual va dimitir poc temps després. Va ocupar la presidència de la Comissió del Defensor del Poble al Congrés dels Diputats i va ser escollit vocal del Consell de Seguretat Nuclear, on pas a ser el seu president des de 1987 a 1994.